# Tetrosa
Les tetroses són monosacàrids (glúcids simples) formats per una cadena de quatre àtoms de carboni. Tenen ja sia un grup funcional aldehid en la posició 1 (aldotetroses) o un grup funcional cetona en la posició 2 (cetotetroses).
- D-Eritrosa
- D-Treosa
- D-Eritrulosa

-Eritrosa
-Treosa
-Eritrulosa

Les aldotetroses tenen dos centres quirals i 4 diferents estereoisòmers possibles. Hi ha dos estereoisòmers que es presenten de manera natural, els enantiòmers d'eritrosa i treosa. Les cetotetroses tenen un centre quiral i dos possibles estereoisòmers: Eritrulosa (L- i D). Només la forma D ocorre en la natura.